# Aandachtsconcentratietest
De aandachtsconcentratietest (ACT) is een test voor aandachtsconcentratie en tevens een intelligentietest. In de test krijgt de persoon telkens een balk van vlakken te zien.
Er kan sprake zijn van een kleurenbalk:
een dobbelsteenbalk:
of een dobbelsteenbalk waarbij het aantal ogen telkens gelijk is aan twee:

## Testsituatie
Telkens wanneer de persoon een balk te zien krijgt moet de persoon bepaalde vlakjes aanklikken. In de standaardversie van de test is er sprake van een kleurenbalk waarin telkens drie rode kleuren voorkomen. Bij deze versie is het de bedoeling dat de persoon de rode kleuren aanklikt. Dit moet zo snel mogelijk gebeuren, waarbij geen fouten mogen worden gemaakt. Bij een fout moet de test helemaal opnieuw worden gemaakt. De persoon kan op een knop onder de balk klikken om een nieuwe balk te krijgen. In de standaard versie van de test is het aantal balken dat wordt aangeboden gelijk aan 25. Telkens wanneer de persoon op de knop voor een nieuwe balk klikt, wordt de tijd opgenomen die is verlopen sinds het klikken op de knop voor de vorige balk. Bij het klikken op de knop voor de tweede nieuwe balk wordt de tijd opgenomen die is verlopen sinds het klikken op de startknop. Aan het einde van de test krijgt de persoon een grafiek te zien met het verloop van deze tijden (de balkreactietijden). Voorafgaande aan de eigenlijk testafname mag de persoon de test onbeperkt oefenen. Oefenen is zelfs gewenst, omdat de relevante parameters dan zuiverder gemeten worden. Bij de eigenlijke testafname mag de persoon de test meerdere keren doen en het beste resultaat laten tellen. Het beste resultaat is die testafname waarbij de langste reactietijd in vergelijking met de overige testafnames het kortste is.

## Inhibitietheorie
De test is gebaseerd op de inhibitietheorie. In deze theorie wordt ervan uitgegaan dat altijd wanneer het verstand wordt gebruikt, er sprake is van elkaar afwisselende korte perioden van aandacht (echt bezig zijn met denken) en distractie (er even vanaf zijn). Tijdens een periode van aandacht stijgt de inhibitie (remming om door te gaan). De stijging is lineair (rechtlijnig) met richtingscoëfficiënt a1 en tijdens distractieperioden daalt de inhibitie en ook de daling is lineair met richtingscoëfficiënt a0. Het proces van het op en neer gaan van de inhibitie is te beschrijven als een toevalsoscillatie. Het IQ-begrip kan nu worden gedefinieerd als de natuurlijke logaritme van de verhouding a0 / a1. Dit is de eerste keer in de geschiedenis van intelligentietests dat het IQ-concept formeel is gedefinieerd. Met de test worden twee factoren van de intelligentie gemeten: mentale snelheid en mentale distractie. Het is onder andere ook wetenschappelijk aangetoond dat de test gerelateerd is aan wetenschappelijk redeneervermogen.